# Raj Ghat

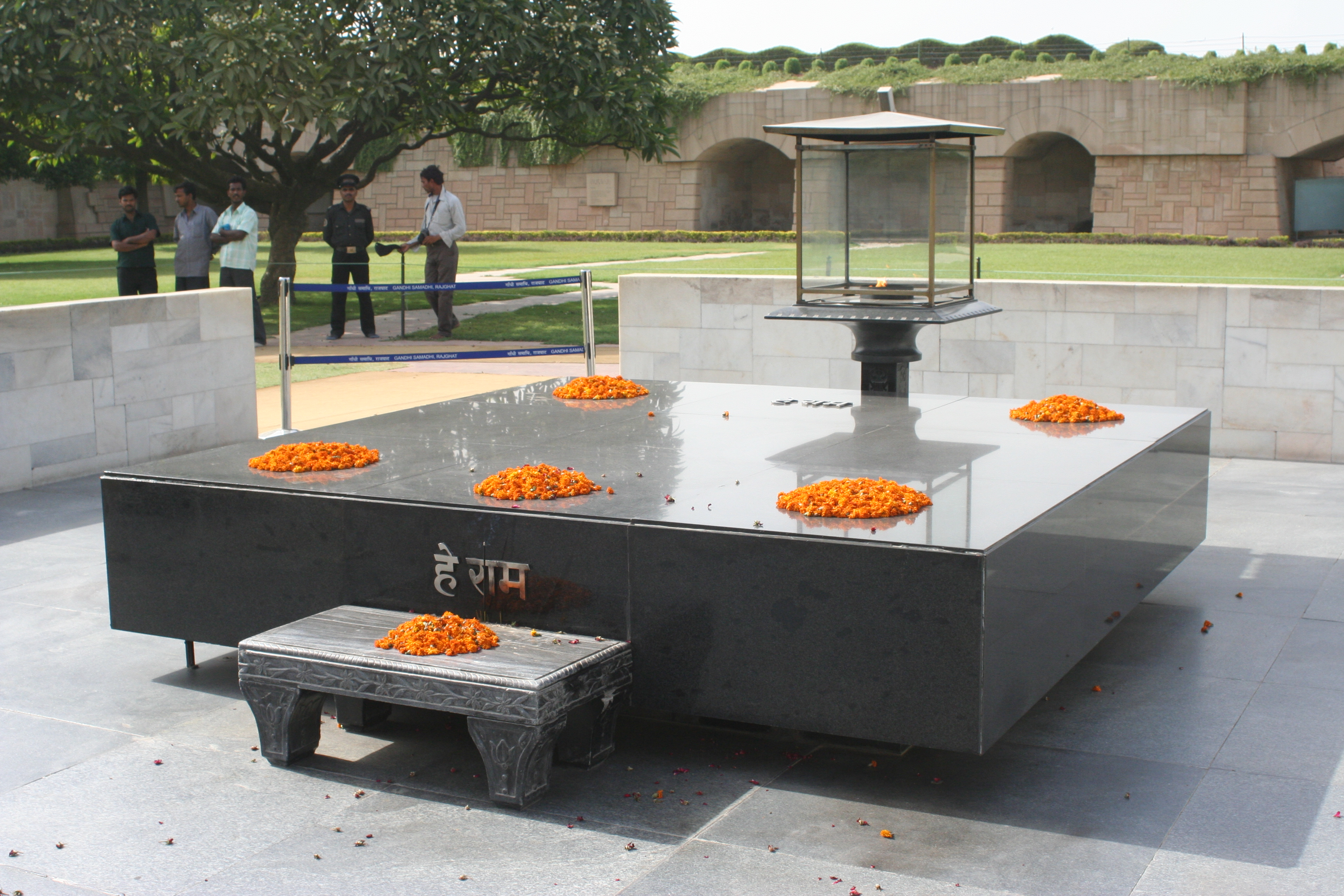
Memorial de Gandhi, no Raj Ghat.

Raj Ghat é um memorial e local onde se encontram as cinzas de Mahatma Gandhi. Consiste em uma plataforma de mármore negro, sobre a qual está colocada uma chama eterna. Simboliza o local em que Gandhi foi cremado (Antyesti) em 31 de janeiro de 1948, e abriga também os restos mortais de outros importante líderes indianos. Está localizado nas margens do rio Yamuna, em Nova Déli, na Índia.

## Outros memoriais

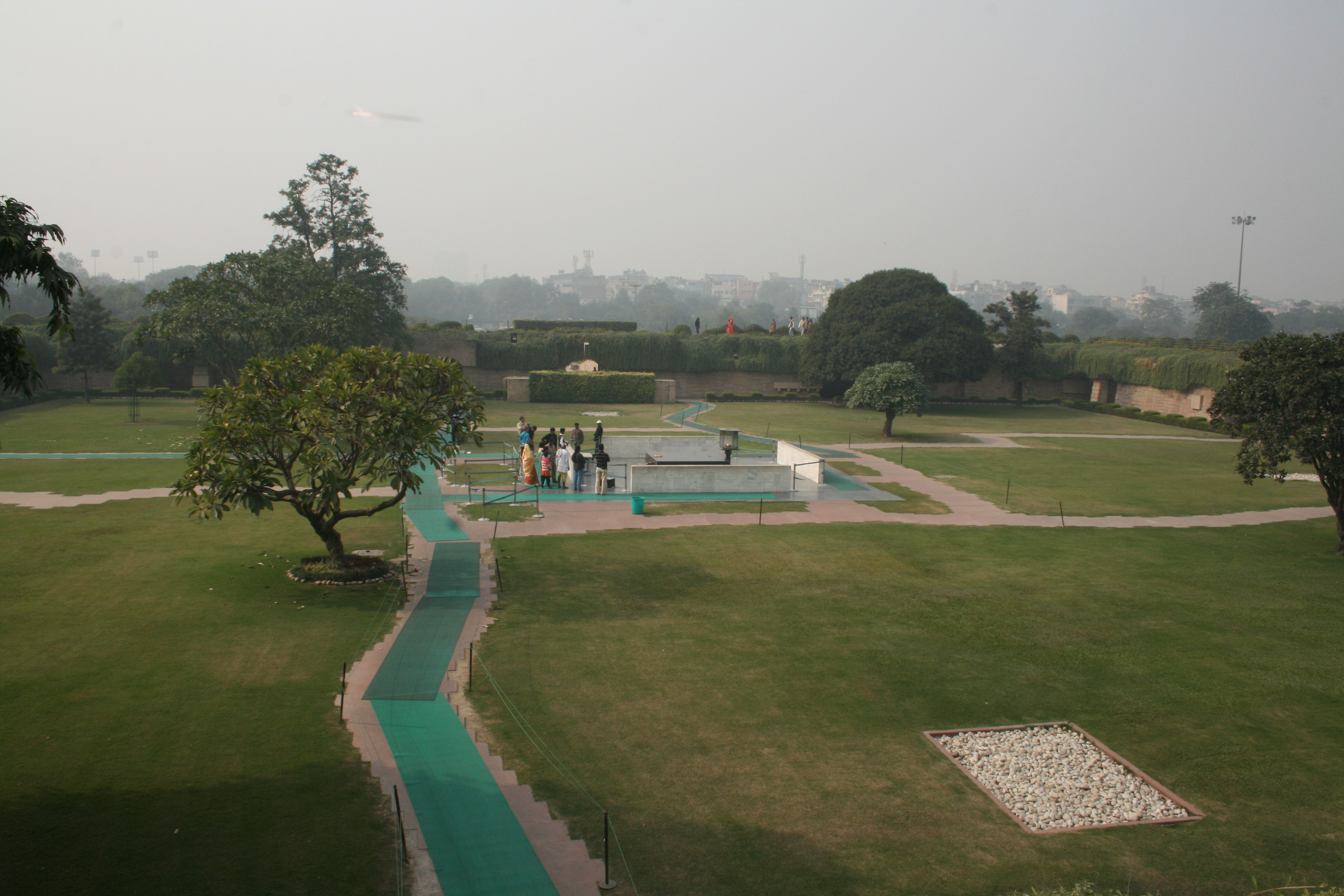
Memoriais no Raj Ghat.

O entorno de Raj Ghat abriga também os locais de cremação de outros líderes indianos:
- Jawaharlal Nehru
- Lal Bahadur Shastri
- Sanjay Gandhi
- Indira Gandhi
- Jagjivan Ram
- Choudhary Charan Singh
- Rajiv Gandhi
- Zail Singh
- Shankar Dayal Sharma
- Chandra Shekhar
- Chaudhary Devi Lal